# Guy Dupré
Pour les articles homonymes, voir Dupré.
Guy Dupré (5 février 1925 - 17 janvier 2018) est un écrivain et éditeur français.

## Biographie
Né le 5 février 1925 dans le 13e arrondissement de Paris,, d'origine japonaise par son grand-père maternel, il a publié, pour l'essentiel, trois romans, deux livres de mémoires et un recueil de chroniques, mais l'unité de son style et son écriture peu soucieuse des genres traditionnels font entendre une même voix d'un livre à l'autre.
Son premier livre, Les fiancées sont froides, est salué à sa parution (1953) par Albert Béguin, André Breton, et Julien Gracq. Ce récit poétique et initiatique, à l'intrigue un peu obscure, porte l'empreinte du romantisme allemand. Mettant en scène un hussard en fuite au temps des guerres napoléoniennes, il a pour cadre les bords de la Baltique et n'est pas sans évoquer Le Coup de grâce (1939) de Marguerite Yourcenar. Le sujet et le style du livre valent à Dupré d'être rattaché au mouvement des Hussards[réf. nécessaire].
Guy Dupré entre à la maison Plon. Assistant du directeur littéraire Charles Orengo, il prépare une biographie du général Charles Mangin qui n'aboutira pas[réf. nécessaire], mais dont la figure apparaîtra dans Le Grand coucher. Il réalise une anthologie des cahiers de Maurice Barrès (Mes Cahiers, Plon, 1962, réédité en 1993), une anthologie des Chroniques de la Grande Guerre du même (Plon, 1968), ainsi que la correspondance croisée de Maurice Barrès et Charles Maurras : La République ou le Roi, correspondance 1888-1923, Plon, 1970.
En 1995, à la demande de Michel Mourlet, il réunit en volume ses articles dispersés dans des journaux, magazines et revues, sous le titre C'est le sang de l'amour et le sang de la peine. L’ouvrage paraîtra l’année suivante aux Éditions Trédaniel, dans la collection « Pages de garde », aux côtés notamment de Jean Raspail, Jean Dutourd, Alexandre Astruc. 
Proche de Jean Parvulesco, il a préfacé son récit L'Étoile de l'Empire invisible (1993). En 1999, il signe pour s'opposer à la guerre contre la Serbie la pétition « Les Européens veulent la paix », lancée par le collectif Non à la guerre.
En 2003, il reçoit le grand prix de littérature Henri-Gal pour Dis-moi qui tu hantes et l’ensemble de son œuvre.
Il meurt le 17 janvier 2018 dans le 13e arrondissement.

### Vie privée
Guy Dupré est de 1976 à 2012 l'époux de la psychanalyste Thérèse Tremblais-Dupré.

## Ouvrages
- Les fiancées sont froides, Plon, 1953 (réédité par La Table Ronde en 1982 et par les Éditions du Rocher en 1992 ; repris dans la collection de poche « La petite Vermillon », La Table ronde, 2009, préface de Jean-Marc Parisis).
- Le Grand Coucher, La Table ronde, 1981 (réédité par le Rocher en 1994).
- Les Mamantes, Grasset, 1986.
- Au marbre. Chroniques retrouvées, 1952-1962, avec François Nourissier et Françoise Sagan, anthologie réunie et préfacée par Jean-Marc Parisis, La Désinvolture-Quai Voltaire, 1988.
- Les Manœuvres d'automne, Olivier Orban, 1989 (réédité par le Rocher en 1998, et par les Éditions Omnia en 2013). Prix Novembre
- C'est le sang de l'amour et le sang de la peine, Guy Trédaniel, 1996.
- Comme un adieu dans une langue oubliée, Grasset, 2001.
- Dis-moi qui tu hantes, éditions du Rocher, 2002 (repris sous le titre Je dis nous dans la collection de poche « La petite Vermillon », La Table ronde, 2007).
- Réédition en un volume des trois romans Les fiancées sont froides, Le Grand Coucher, Les Mamantes, qui sont suivis de « Guy Dupré ou les deux histoires enlacées », extrait d'Écrivains de France, XXe siècle, de Michel Mourlet, et d'un entretien avec Sarah Vajda ; Éditions du Rocher, 2006.
- L'Âme charnelle, Journal 1953-1978, éditions Bartillat, 2010